# Univex Mercury

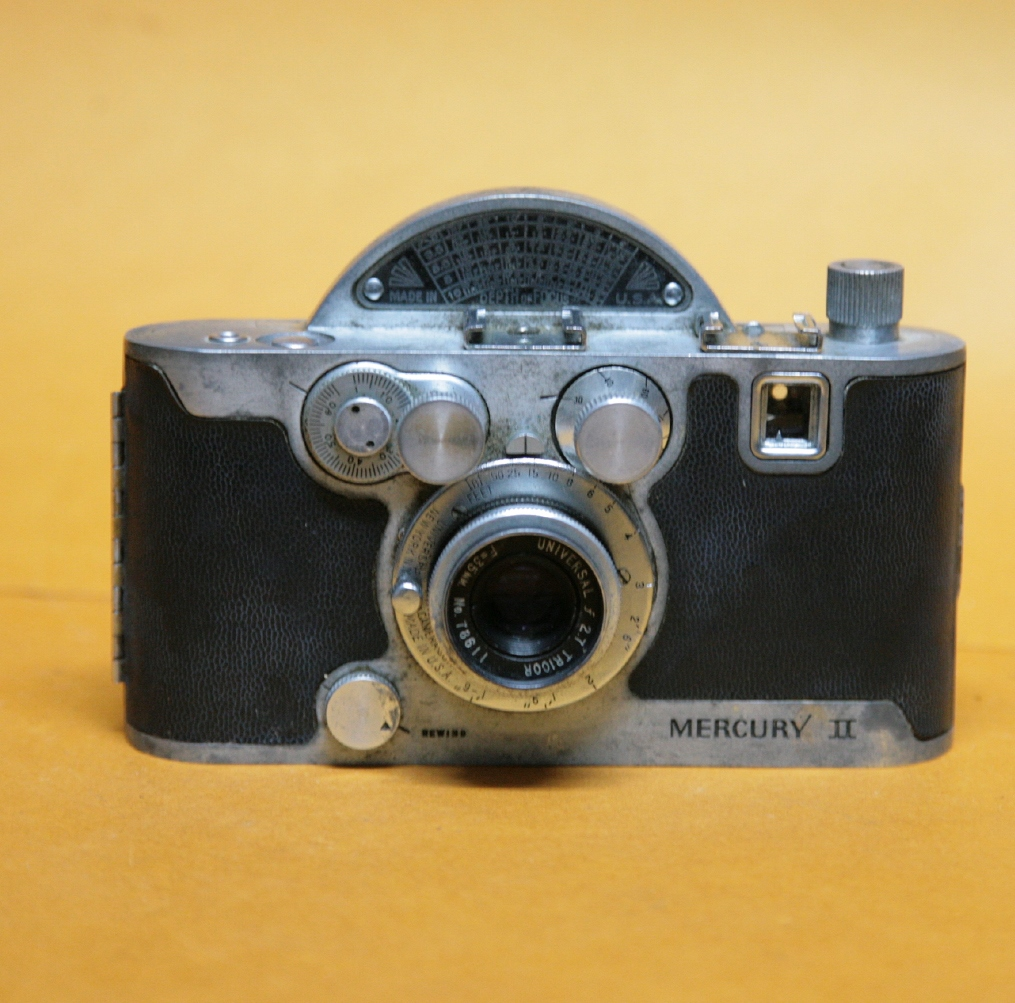
Mercury 2 1945 con otturatore rotante Model CX

La Univex Mercury è una fotocamera costruita dalla Universal Camera Co. di New York a partire dal 1938. Si caratterizza per la presenza di un otturatore rotante che sovrasta la macchina a mo' di ventaglio.
Il meccanismo di funzionamento dell'otturatore era azionato da una molla che comandava la rotazione di due semicerchi solidali, i due semicerchi producevano una fessura che era tanto più ampia quanto più ampio il tempo richiesto; allo scatto essi ruotavano attorno a un perno impressionando la pellicola. Pur nella sua semplicità la precisione dell'otturatore della Mercury era molto alta.
Fin dal 1938 la Mercury montò uno zoccolo caldo per il flash che fissava, introducendolo davanti, un flash a lampadina specifico della Univex.

## Produzione
Vennero prodotte due modelli della Mercury: 
- Modello CC del 1938
- Modello CX o Mercury II, prodotto a partire dal 1945, usa un obiettivo Universal Tricor 35 mm f/2.7, con velocità dell'otturatore da 1/20 a 1/1000, pellicola perforata 135 per 72 fotogrammi 24x18 mm.